# Marijan Marković
Marijan Marković, OFM (ur. 21 października 1840 w Dolacu, zm. 20 czerwca 1912 w Banja Luce) – bośniacki duchowny katolicki, biskup, administrator apostolski Banja Luki od 1884 roku.

## Życiorys
Urodził się w chorwackiej rodzinie katolickiej w 1840 roku we wsi Dolac koło Travnika w środkowej Bośni. Mając 16 lat wstąpił do zakonu franciszkanów w Fojnicy. Następnie studiował teologię i filozofię w Đakovie. 25 kwietnia 1863 roku otrzymał święcenia kapłańskie.
27 marca 1884 roku papież Leon XIII mianował go administratorem apostolskim Banja Luki, nadając mu godność biskupa tytularnego Danaby. 4 maja tego samego roku miała miejsce w Wiedniu jego konsekracja biskupia. Miesiąc później uroczyście objął rządy w swojej diecezji, które zaczął od rozpoczęcia budowy katedry oraz pałacu biskupiego (lipiec 1884). Miał spore zasługo dla rozwoju nowego biskupstwa. W czasie jego rządów między 1893 a 1903 rokiem powstało 9 nowych kościołów oraz 5 kaplic, zaś liczba wiernych wzrosła z 36 do 73,2 tysięcy. Ponadto erygował 13 nowych parafii w: Bosanskiej Kostajnicy, Bosanskim Novim, Mahovljani, Prijedorze, Prnjavorze, Ključy, Zelinovacy (Krnjeuša), Novim Martinacu, Miljevauc, Rakovacu, Devetinie, Starej Dubravie i Bosanskim Petrovacu.
Zmarł w 1912 roku w Banja Luce w wieku 72 lat i został pochowany w miejscowej katedrze.